# Platin(II)-iodid
Platin(II)-iodid ist eine anorganische chemische Verbindung des Platins aus der Gruppe der Iodide.

## Gewinnung und Darstellung
Platin(II)-iodid kann durch Reaktion von Platin mit Iod bei 400 °C (Entstehung der kubischen Form) oder durch Erhitzung von Kaliumhexaiodoplatinat mit Wasser bei 240 °C (Entstehung der monoklinen Form) gewonnen werden.

## Eigenschaften
Platin(II)-iodid ist ein schwarzer Feststoff, der unlöslich in Wasser, Alkaliiodiden, Salpetersäure, Salzsäure oder Schwefelsäure ist. Es kommt in zwei Modifikationen vor, eine mit kubischer und eine mit monokliner Kristallstruktur.